# Thymallus flavomaculatus
Thymallus flavomaculatus es una especie de tímalo de la familia Salmonidae. El nombre científico de la especie fue publicada por primera vez en 2006 por Knizhin, Antonov y Weiss.